# IPad Air (M3)
iPad Air（M3）（アイパッド エア エムスリー）は、Appleが開発、販売するタブレット型コンピュータであり、iPad Airシリーズの機種である。2025年3月4日に新型Magic Keyboardとともに同年3月12日発売された。

## 概要
本体サイズは、iPad (M2)と変わらず、13インチ、11インチの2モデルであるが、僅かに軽量化している。
SoCにはApple M3を搭載し、Apple M1と比較して35%速い8コアのCPU、40%速い9コアのGPU（Dynamic Caching、ハードウェアアクセラレーテッド・メッシュシェーディング／レイトレーシング対応）、50%広いメモリ帯域幅、60%高速化した16コアのNeural Engineを備える。
2025年3月31日リリースのiPadOS 18.4から生成AIプラットフォームのApple Intelligenceベータ版で日本語も含めた多言語に対応している。

ストレージ容量は、128GB、256GB、512GB、1TBの4種類である。Apple Pencil（USB-C）および、Apple Pencil Proに対応する。本体カラーはブルー、パープル、スターライト、スペースグレイの4色展開である。

## iPadモデルの変遷
（横スクロールできる画像です）